# Siouville-Hague
Siouville-Hague är en kommun i departementet Manche i regionen Normandie i norra Frankrike. Kommunen ligger i kantonen Les Pieux som tillhör arrondissementet Cherbourg. År 2022 hade Siouville-Hague 936 invånare.

## Befolkningsutveckling
Antalet invånare i kommunen Siouville-Hague
| Referens: INSEE |